# Regimentul 2 Artilerie (1916-1918)
Regimentul 2 Artilerie a fost o unitate de artilerie de nivel tactic, care s-a constituit la 14/27 august 1916, prin mobilizarea unităților și subunităților existente la pace. Regimentul era dislocat la pace în garnizoana București. :p. 346 
Regimentul a făcut parte din organica Brigăzii 4 Artilerie alături de  Regimentul 10 Artilerie. La intrarea în război, Regimentul 2 Artilerie a fost comandat de colonelul Gheorghe Constantinidi. Regimentul 2 Artilerie a participat la acțiunile militare pe frontul român, pe toată perioada războiului, între 14/27 august 1916 - 28 octombrie/11 noiembrie 1918.

## Participarea la operații

### Campania anului 1917

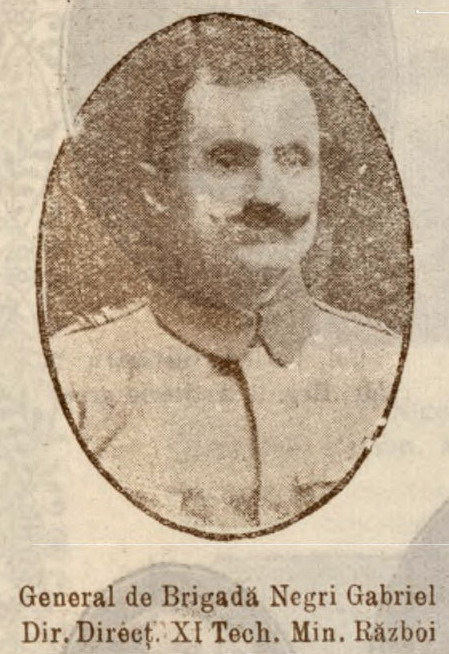
Colonelul Gabriel Negrei, comandantul regimentului în campania din 1917

În campania din anul 1917 Regimentul 2 Artilerie a participat la acțiunile militare în dispozitivul de luptă al Diviziei 4 Infanterie. În această campanie, regimentul a fost comandat de colonelul Gabriel Negrei.

## Comandanți
- Colonel  Gheorghe Constantinidi
- Colonel  Gabriel Negrei